# Peter van Schie
Peter van Schie (3 maart 1988) is een Nederlands roeier.
In 2014 won Van Schie samen met Dirk Uittenbogaard, Govert Viergever, Ruben Knab en stuurman Tim van den Ende de Varsity.
Hij nam samen met Harold Langen, Govert Viergever en Vincent van der Want deel aan de Olympische Zomerspelen 2016 in de vier-zonder met een vijfde plaats als resultaat.

## Resultaten

### Olympische Zomerspelen
| Jaar | Plaats         | Resultaten           |
| ---- | -------------- | -------------------- |
| 2016 | Rio de Janeiro | 5e in de vier zonder |

### Wereldkampioenschappen roeien
| Jaar | Plaats              | Resultaten           |
| ---- | ------------------- | -------------------- |
| 2013 | Chungju             | 8e in de dubbelvier  |
| 2014 | Amsterdam           | 14e in de dubbelvier |
| 2015 | Aiguebelette-le-Lac | 6e in de vier zonder |

### Europese kampioenschappen roeien
| Jaar | Plaats                   | Resultaten            |
| ---- | ------------------------ | --------------------- |
| 2013 | Sevilla                  | 8e in de dubbelvier   |
| 2014 | Belgrado                 | 12e in de dubbelvier  |
| 2015 | Poznań                   | 5e in de vier zonder  |
| 2016 | Brandenburg an der Havel | 11e in de vier zonder |